# Brunejská vlajka

Brunejská vlajka
Poměr stran: 1:2

Brunejská válečná vlajka
Poměr stran: 2:3

Brunejská námořní válečná vlajka
Poměr stran: 1:2

Vlajka Bruneje byla přijata 29. září 1959, ještě v době, kdy byla země britským protektorátem a funkci národní vlajky plní od získání nezávislosti 1. ledna 1984. List vlajky o poměru stran 1:2 je žlutý s bílým a černým diagonálním pruhem (paralelogram) a státním znakem uprostřed.
Státní znak má následující podobu: půlměsíc (symbolizuje islám, který je státním náboženstvím), na něm okřídlený sloup zastřešený slunečníkem s vlajkou na vrcholu (symbol monarchie), se dvěma rukavicemi po stranách. Pod půlměsícem je stuha s arabským textem Brunejský stát, země míru a do půlměsíce je arabsky vepsána šaháda („Není jiného Boha kromě Alláha a Mohamed je jeho prorokem“).
V jihovýchodní Asii je žlutá barva tradičně symbolem královské rodiny, např. i královská standarta Malajsie a Thajska, stejně jako prezidentská vlajka Indonésie, mají žlutou barvu.

## Historie

Brunejská vlajka (do roku 1906) Poměr stran: 1:2
Brunejská vlajka (1906–1959) Poměr stran: 1:2

## Vlajka brunejského sultána
Brunej je absolutní monarchie v jejímž čele stojí sultán.

Vlajka brunejského sultána Poměr stran: 1:2